# 친애적객잔
《친애적객잔》(중국어 간체자: 亲爱的·客栈)는 중국의 텔레비전 프로그램이다.